# Clubiona nicobarensis
Clubiona nicobarensis là một loài nhện trong họ Clubionidae.
Loài này thuộc chi Clubiona. Clubiona nicobarensis được Benoy Krishna Tikader miêu tả năm 1977.